# Hanns Schimansky
Hanns Schimansky (* 1949 in Bitterfeld) ist ein deutscher Zeichner und Druckgrafiker und war Hochschullehrer.

## Leben
Hanns Schimansky wuchs in Stralsund und Rostock auf. Sein Vater war Elektroingenieur, seine Mutter Bibliothekarin und Buchhändlerin, beide Brüder Akademiker. Er studierte 1968–1972 Landwirtschaft an der Universität Rostock. 1972–1977 arbeitete er als Anbau-Agronom in der Getreidewirtschaft. Er hatte schon in der Schul- und Studienzeit intensiv gezeichnet und erhielt Anregungen durch Johannes Müller. Ab 1974 förderte ihn Gerhard Kettner, durch dessen Vermittlung er von 1977 bis 1980 Meisterschüler bei Karl Erich Müller an der Akademie der Künste der DDR war. Er hatte in der DDR und nach der deutschen Wiedervereinigung eine bedeutende Zahl von Einzelausstellungen und Ausstellungsbeteiligungen, u. a. 1982/1983 und 1987/1988 an der IX. und X. Kunstausstellung der DDR in Dresden.
Von 1998 bis 2014 war Schimansky Professor für Zeichenkunst an der Kunsthochschule Berlin-Weißensee. Er lebt krankheitsbedingt zurückgezogen in Berlin.

## Mitgliedschaften
- bis 1990: Verband Bildender Künstler der DDR
- seit 1994: Deutscher Künstlerbund
- seit 1997: Akademie der Künste (Berlin)

## Werk
Hanns Schimansky zeichnete zunächst gegenständlich und beobachtete dabei alltägliche Situationen sowie Landschaften. Im Laufe der Jahre reduzierte er die Darstellung immer mehr und entwickelte aus der Abstraktion seine zeichnerische Sprache. Indem er begann, seine Zeichnungen während der Arbeit zu falten und am Ende der Arbeit teilweise wieder zu entfalten, entwickelte er zudem eine Dreidimensionalität der Zeichnung. Jan Brockmann, Kunsthistoriker und Gründungsdirektor des norwegischen Nationalmuseums für Gegenwartskunst in Oslo, hat Hanns Schimansky anlässlich der Verleihung des Hans-Theo-Richter-Preises der Sächsischen Akademie der Künste ein Porträt gewidmet, in dem er von ihren Zusammenarbeiten bei Ausstellungen berichtet und Schimanskys Kunst als „Balancekunst des Kindes“ charakterisiert, „mit einfachsten Mitteln, oft nur aufbauend auf dem Kontrast zwischen Schwarz und Weiß, Linie und Raum“.

## Auszeichnungen
- 1985: Wilhelm Höpfner Preis der Winckelmann-Gesellschaft, Stendal
- 1990: Stipendiat des Kunstrings Folkwang, Essen
- 1993: Stipendium der Stiftung Kulturfonds, Berlin
- 1996: Grafikpreis der Kunstmesse Dresden
- 1996–1997: Stipendium Cité Internationale des Arts, Paris
- 2001: Felix-Hollenberg-Preis für Radierung, Albstadt
- 2012: Hans-Theo-Richter-Preis der Sächsischen Akademie der Künste[2]

## Ausstellungen (Auswahl)
- 1985: Winckelmann-Museum Stendal
- 1986: Ahrenshoop, Bunte Stube / Berlin, Galerie Mitte
- 1989: Galerie Rotunde, Berlin
- 1990: Neue Nationalgalerie, Berlin / Galerie Mitte, Dresden
- 1991: Museum Folkwang, Essen
- 1994: Städtisches Museum Leverkusen, Schloß Morsbroich / Städtisches Museum Spendhaus, Reutlingen
- 1995: Galerie Inga Kondeyne, Berlin (und 2000, 2003, 2004, 2009, 2012, 2015, 2016) / Brecht-Haus Weißensee, Berlin / Galerie Bismarck, Bremen (und 2002)
- 1996: Galerie Franck + Schulte, Berlin
- 2008: Gemeentemuseum, Den Haag
- 1998: Barbara Gross Galerie, München / Sprengel Museum, Hannover / Akademie der Künste, Berlin / Ystads Konstm:useum
- 1999: Kunstverein Friedrichshafen
- 2000: Musée d’Art et d’Histoire, Neuchâtel
- 2001: Kunsthalle Rostock / Städtische Galerie Albstadt
- 2003: Karlsruhe, Staatliche Kunsthalle / Zell am See, Kunstverein Galerie Zell am See
- 2004: Dörrie-Priess Galerie, Hamburg / Galerie Espace, Amsterdam
- 2006: Waschhaus, Kunstraum Potsdam
- 2007: Galerie Karsten Greve, Paris
- 2008: Gemeentemuseum, Den Haag
- 2010: Zeichnungen, Meisterhaus Kandinsky/Klee, Dessau / La ligne claire, Galerie Jaeger Bucher, Paris (und 2014)
- 2011: Galerie Werner Klein, Köln (und 2014, 2016)
- 2012: Galerie Florian Sundheimer, München (und 2017)
- 2014: Leonhardi-Museum Dresden
- 2015: Kunstmuseum Ahrenshoop
- 2017: Kurt Tucholsky Museum, Berlin
- 2021: Museum Pfalzgalerie Kaiserslautern
- 2023: Galerie Inge Kondeyne, Berlin („Raum für Zeichnungen“)